# Familiengericht (Deutschland)
Familiengericht ist nach § 23b des deutschen Gerichtsverfassungsgesetzes (GVG) seit 1976 eine Abteilung des Amtsgerichts, die für die Entscheidung von Familiensachen zuständig ist.
Gemäß § 170 Abs. 1 S. 1 GVG, neugefasst durch FGG-RG vom 17. Dezember 2008 und in Kraft getreten am 1. September 2009, sind in Familiensachen alle Verhandlungen, Erörterungen und Anhörungen nicht öffentlich. Das Gericht kann die Öffentlichkeit allerdings zulassen, sofern keiner der Beteiligten einen entgegenstehenden Willen äußert, § 170 Abs. 1 S. 2 GVG. Die Öffentlichkeit muss gemäß § 173 Abs. 1 GVG nur für die Verkündung der gerichtlichen Endentscheidung in Ehesachen und Familienstreitsachen zugelassen werden. Seit Inkrafttreten des FamFG am 1. September 2009 erfolgt diese in Familiensachen gemäß § 38 Abs. 1 FamFG als gerichtlicher Beschluss. Andere Familiensachen werden sowohl nicht-öffentlich verhandelt als auch die Endentscheidung nicht-öffentlich verkündet.
Entgegen der Darstellung in mancher Fernsehsendung entscheidet immer ein Einzelrichter oder eine Einzelrichterin, ohne dass ehrenamtliche Richter beteiligt wären. Ein Proberichter kann erst ein Jahr nach seiner Ernennung als Familienrichter eingesetzt werden.
Nächsthöhere Instanz ist ein Zivilsenat des Oberlandesgerichts, der als Senat für Familiensachen oder Familiensenat bezeichnet wird.

## Einführung und Reform
Das Erste Gesetz zur Reform des Ehe- und Familienrechts führte 1976 Familiengerichte als neue Instanz ein und bündelte dort die Zuständigkeiten für Familien-, insbesondere Scheidungs- und Scheidungsfolgesachen. Damit wurde die bisherige Zersplitterung des Scheidungsverfahrens auf Landgericht (Scheidung), Amtsgericht (Unterhalt) und Vormundschaftsgericht (Sorgerecht für die Kinder) aufgehoben.
Durch eine Reform des Familienrechts, die am 1. September 2009 durch die Einführung eines neuen Gesetzes in Kraft trat, wurden die Zuständigkeiten des Familiengerichts geändert. Seither werden alle Streitigkeiten über Trennung und Scheidung von einem Großen Familiengericht verhandelt. Dieses Gericht ist auch für Verfahren zur Pflegschaft für Minderjährige, Adoption oder Schutz vor Gewalt zuständig, die bislang vor dem Vormundschafts- oder Zivilgericht verhandelt wurden.